# Lutefisk
Il lutefisk (in norvegese) o lutfisk (in svedese) è un piatto tradizionale di alcuni Paesi nordici, in particolare Norvegia, Svezia e parte della Finlandia. Il lutefisk è rimasto popolare nel corso degli ultimi 160 anni anche in alcune zone degli Stati Uniti (soprattutto Wisconsin e Minnesota), meta di immigrazione di popolazioni di origine scandinava. È un preparato a base di stoccafisso, o baccalà (fisk, ovvero pesce), sottoposti a marinatura nella liscivia (lut) e poi ad accurato lavaggio con acqua. Tale procedura conferisce al pesce un odore estremamente forte e pungente e una tipica e particolare consistenza gelatinosa.

## Preparazione

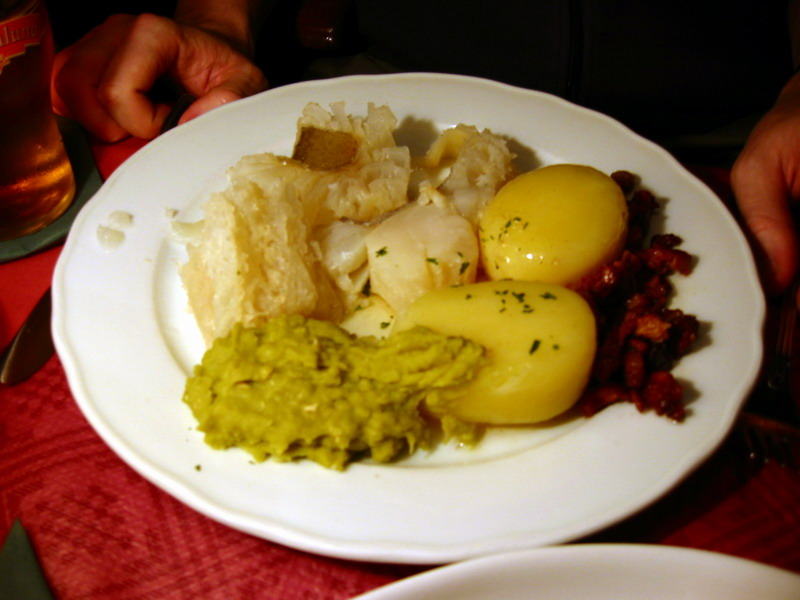
Lutefisk servito in un ristorante con patate, purea di piselli e pancetta.

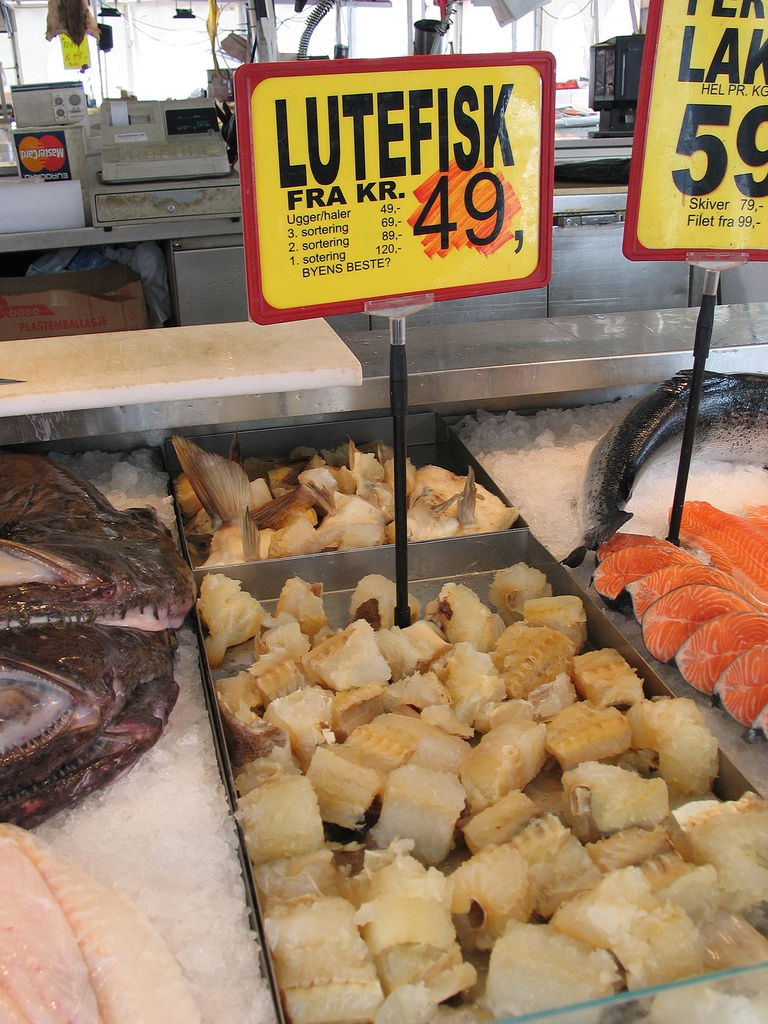
Lutefisk in vendita in un mercato norvegese.

Il lutefisk si prepara partendo da pesce secco e salato (normalmente merluzzo in Norvegia, talvolta altri tipi di pesce a carne bianca e grassa) seguendo un procedimento che prevede trattamenti particolari che differiscono leggermente a seconda del tipo di materia prima (tenore di sale o grado di secchezza del pesce).
Il primo passo è immergere lo stoccafisso in acqua fredda per 5-6 giorni (l'acqua va cambiata ogni giorno). Lo stoccafisso ammollato viene poi lasciato in una soluzione di acqua fredda e liscivia per altri due giorni. In questa fase il pesce si gonfia e il contenuto di proteine e grassi diminuisce di oltre il 50 per cento rendendo la sua consistenza simile alla gelatina. Alla fine di questo trattamento il pesce saturo di liscivia è caustico, con un valore di pH di 11-12. Per renderlo commestibile, sono necessari altri 4-6 giorni di immersione in acqua fredda (sempre cambiata ogni giorno), dopodiché il lutefisk è pronto per essere cucinato.

## Cottura
Dopo la preparazione, il lutefisk è saturo di acqua e deve pertanto essere cotto con attenzione in modo che non si sbricioli. Bastano cinque minuti di bollitura; diventato quasi traslucido, va servito prontamente.
Per ricompattare in parte il lutefisk, si usa stendervi mezz'ora prima della cottura uno strato di sale che drena l'acqua in eccesso. Va risciacquato prima della cottura, la quale può avvenire in vari modi.
Il lutefisk non necessita di ulteriore acqua per la cottura; è sufficiente metterlo in un tegame, salare, coprire e lasciare cuocere a vapore a fuoco molto basso per 20-25 minuti. Un'alternativa è quella di avvolgerlo in un foglio di alluminio e cuocerlo in forno a 225 °C per 40-50 minuti. 
Un'altra opzione è avvolgere il pesce in una garza e farlo bollire dolcemente finché non è tenero, solitamente per un tempo molto breve. Bisogna fare attenzione a rimuoverlo prima che si frantumi.
È importante pulire i residui da padelle, piatti e utensili immediatamente. Dopo una notte l'odore del lutefisk diventa quasi impossibile da eliminare. Non si dovrebbero usare posate o accessori in argento, dato che verrebbero rovinate in maniera irrimediabile. Sono consigliate invece stoviglie in acciaio inox.

## Storia
Non si sa con precisione perché e quando si cominciò a trattare il pesce essiccato con la liscivia, ma esistono alcuni racconti tradizionali.
Una storia parla di una pentola in cui bolliva dello stoccafisso su di un fuoco all'aperto, rovesciata da un fulmine che fece cadere il pesce nella cenere (che è alcalina), bagnata poi dalla pioggia. Per non buttare via il cibo, il pesce fu recuperato, lavato per togliere quanta più fuliggine possibile e cucinato.
Secondo un'altra storia, una parte delle provviste di merluzzo, depositate nella stiva di una nave, si bagnò di acqua di mare e si sporcò con la cenere della stufa. I marinai, invece di buttare il pesce, lo cucinarono.
Il lutefisk è citato per prima volta nella letteratura norvegese da Olao Magno nell'anno 1555: egli racconta che il lutefisk fu servito a un ospite con burro salato e fu molto apprezzato.